# Organización territorial de Liberia

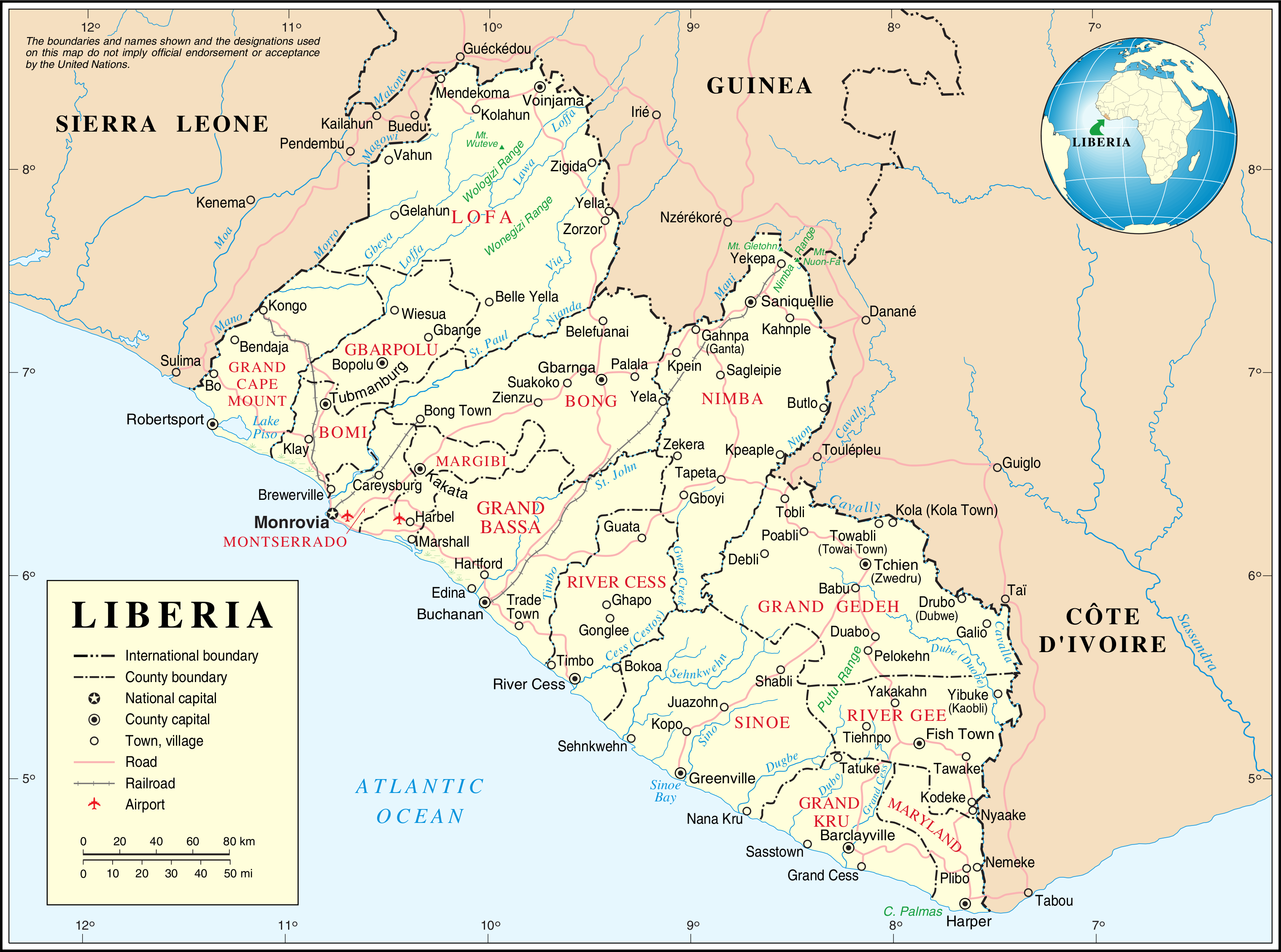
Mapa de Liberia, que muestra los condados y ciudades principales.

Liberia está dividida en quince divisiones administrativas de primer nivel denominadas condados (en inglés: county), que, a su vez, se subdividen en un total de 106 divisiones administrativas de segundo nivel denominadas distritos y se subdividen en divisiones administrativas de tercer nivel denominadas clanes.
Después de su independencia en 1847, y a lo largo del siglo XIX, las divisiones administrativas de Liberia crecieron desde los tres condados originales - Montserrado, Grand Bassa y Sinoe - hasta la adición de Maryland y Grand Cape Mount, extendiéndose a lo largo de la costa de barlovento entre cabo Monte y cabo Palmas. Bajo la administración del presidente Arthur Barclay (1904-1912), se estableció un nuevo sistema en respuesta a las demandas británicas y francesas de que el gobierno de Liberia ocupara efectivamente el territorio que Liberia había reclamado. Se crearon tres provincias del interior - occidental, central y oriental - y cada provincia se dividió en varios distritos. Los distritos administrativos se subdividieron en clanes. Los distritos fueron administrados por la oficina recién creada de comisionado de distrito y los clanes por la oficina recién creada de jefe supremo, todos designados por el presidente. En 1964, bajo la política de unificación del presidente William Tubman, se disolvieron las tres provincias del interior y las divisiones administrativas del interior se reconstituyeron en cuatro nuevos condados: Grand Gedeh, Nimba, Bong y Lofa, administrados por superintendentes designados por el presidente.
En 1984, bajo la presidencia de Samuel Doe, se establecieron los condados de Grand Kru y Bomi. En 1985, se crearon dos condados más: Margibi y River Cess. Los dos últimos condados actuales se crearon bajo la presidencia de Charles Taylor: River Gee en 2000 y Gbarpolu en 2001.

## Gobernancia
Los quince condados son administrados por superintendentes y los distritos por comisionados, todos nombrados por el presidente. La oficina del gabinete responsable de la gestión de los superintendentes, comisionados y jefes es el ministro del interior. La constitución de 1985 exige la elección de varios jefes a nivel de condado y local. Estas elecciones no han tenido lugar desde 1985 debido a la guerra y las limitaciones financieras.

## Condados

Mapa con los condados de Liberia.

| Condado          | Capital      | Habitantes (2008) | Superficie (km²) | Año de fundación |
| ---------------- | ------------ | ----------------- | ---------------- | ---------------- |
| Bomi             | Tubmanburg   | 82 036            | 1942             | 1984             |
| Bong             | Gbarnga      | 328 919           | 8772             | 1964             |
| Gbarpolu         | Bopulu       | 83 758            | 9689             | 2001             |
| Grand Bassa      | Buchanan     | 224 839           | 7936             | 1839             |
| Grand Cape Mount | Robertsport  | 129 055           | 5162             | 1844             |
| Grand Gedeh      | Zwedru       | 126 146           | 10 484           | 1964             |
| Grand Kru        | Barclayville | 57 106            | 3895             | 1984             |
| Lofa             | Voinjama     | 270 114           | 9982             | 1964             |
| Margibi          | Kakata       | 199 689           | 2616             | 1985             |
| Maryland         | Harper       | 136 404           | 2297             | 1857             |
| Montserrado      | Bensonville  | 1 144 806         | 1909             | 1839             |
| Nimba            | Sanniquellie | 468 088           | 11 551           | 1964             |
| Rivercess        | River Cess   | 65 862            | 5 594            | 1985             |
| River Gee        | Fish Town    | 67 318            | 5113             | 2000             |
| Sinoe            | Greenville   | 104 932           | 10 137           | 1843             |

## Distritos
Los condados se dividen en distritos, contabilizándose un total de 106.

## Clanes

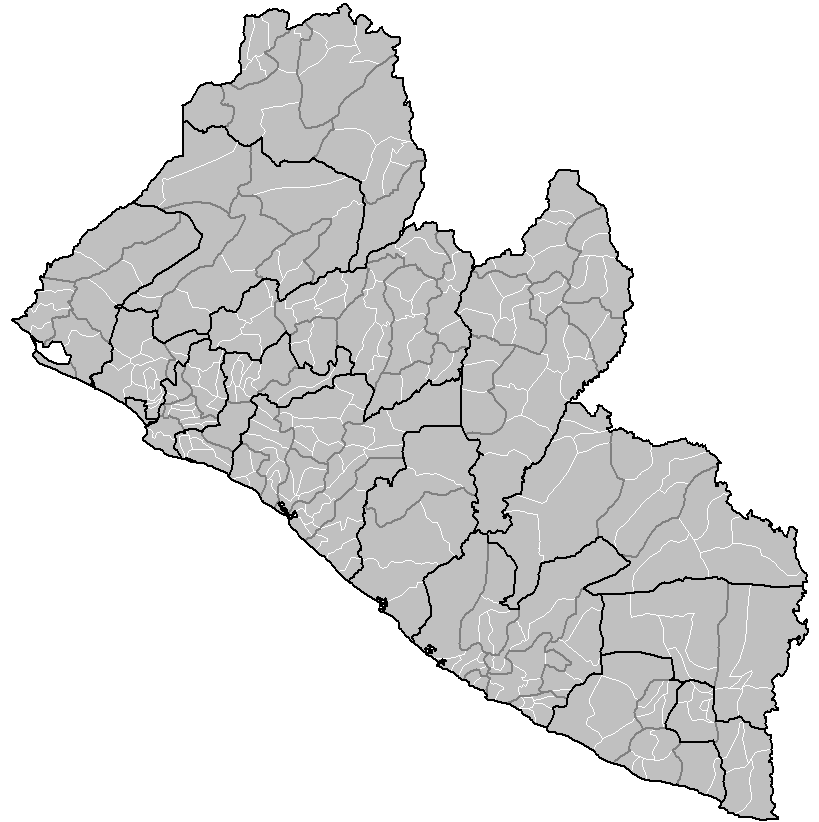
Distritos y clanes de Liberia.

Los clanes de Liberia eran unidades políticas locales creadas por el gobierno central como parte de sus esfuerzos por extender su autoridad e influencia al interior del país. Como nivel de gobierno administrativo debajo de los distritos de Liberia, la estructura del clan solo correspondía vagamente a entidades políticas locales históricas. Los clanes fueron reconocidos legalmente a través de la legislación de 1905 y 1912.
En varios casos, los clanes, cada uno bajo un jefe, se combinaron en unidades más grandes llamadas cacicazgos y encabezadas por un jefe supremo. En algunos casos, los clanes y los cacicazgos formaban parte de un número limitado de tribus reconocidas oficialmente. Bajo ese sistema, los indígenas africanos eran considerados miembros corporativos de sus respectivos grupos en lugar de ciudadanos individuales de Liberia. La tierra del clan era de propiedad comunal y solo podía enajenarse con el acuerdo de los jefes. Con el tiempo, las unidades de clanes y cacicazgos se fusionaron gradualmente en el estado. El Consejo del Condado, afirmado en la Ley de Presupuesto de 2012, ahora ha reemplazado las reuniones municipales informales e incluye una amplia representación de grupos de ciudadanos, distritos, cacicazgos y clanes.